# Seznam osebnosti iz Občine Luče
Seznam osebnosti iz Občine Luče vsebuje osebnosti, ki so se tu rodile, delovale ali umrle.
Občina Luče ima 7 naselij: Konjski Vrh, Krnica, Luče, Podveža, Podvolovljek, Raduha, Strmec

## Cerkev
- Jurij Freyseisen (1545, Luče  – 1605, Rein), opat
- Janez Krumpak (1804, Kristan Vrh  – 1862, Galicija), duhovnik
- Jožef Žehel (1824, Gornji Grad – 1898, Mozirje), duhovnik in pripovednik
- Franc Lekše (1862, Rečica ob Savinji – 1928, Polzela), duhovnik
- Karel Gržan (1958, Celje –), duhovnik, pisatelj, publicist in scenarist

## Kultura in umetnost
- Rasto Pustoslemšek (1875, Luče – 1960, Ljubljana), časnikar
- Blaž Arnič (1901, Strmec – 1970, Ljubljana), skladatelj in glasbeni pedagog
- Gašper Bergant (neznano), komik

## Zdravstvo
- Andrino Kopinšek (1900, Trento  – 1986, Celje), gorski reševalec, planinski organizator in alpinist, ustanovil zametek gorske reševalne službe v Lučah
- Anton Žunter (1949, Celje  –), zdravnik

## Šport
- Mateja Robnik (1987, neznano –), alpska smučarka
- Tina Robnik (1991, neznano –), alpska smučarka

## Vojska in policija
- Jože Petek (1912, Ribnica  – 1945, Luče), partizan in vojni fotoreporter
- Franc Kosmač (1960, Luče  –), policist in pedagog, direktor Policijske akademije Slovenije